# Suite bergamasque
De Suite bergamasque van Claude Debussy is een suite, een vierdelige compositie, voor piano solo, voltooid in 1905. 

## Achtergrond
Het werk ontleent zijn titel aan de tweede regel uit het gedicht Clair de lune van Paul Verlaine, opgenomen in zijn dichtbundel Fêtes galantes (1869): "Que vont charmant masques et bergamasques". 'Bergamasque' is het bijvoeglijk naamwoord (in het Frans) van Bergamo in Italië. Er wordt een oude boerendans uit die stad  mee bedoeld. Deze boerendans is een zeer snelle dans in 6/8 maat met het accent op de vierde tel. Debussy laat dit ritme niet terugkomen in de suite. Debussy heeft de titel van het gedicht gebruikt als titel voor het derde deel van de suite.
Aangenomen wordt dat Debussy al in 1890 begon aan de suite. In 1905 herzag hij dit werk en publiceerde het onder de huidige naam.
Er bestaan diverse arrangementen voor orkest van de Suite bergamasque, vooral van Claire de lune.

## Delen van de suite

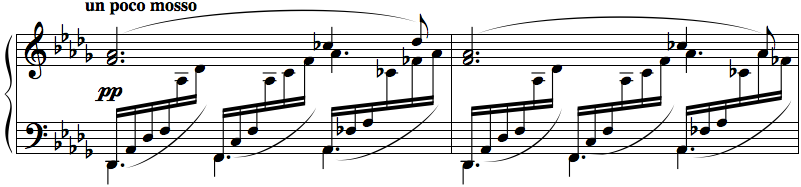
Fragment van Clair de lune

De Suite bergamasque bestaat uit vier delen:
1. Prélude - dit deel, het voorspel (prélude) met een tempo tempo rubato, en veel dynamische contrasten.
2. Menuet - dit deel laat het menuet uit de barok herleven.
3. Clair de lune - dit deel wordt vaak als een zelfstandig pianowerk uitgevoerd.
4. Passepied - dit deel heet naar de van origine Westfranse (Bretonse) dans passepied die met name in de 16e, 17e en 18e eeuw in zwang was.